# Kleingebiet Csongrád
Das Kleingebiet Csongrád (ungarisch Csongrádi kistérség) war bis Ende 2012 eine ungarische Verwaltungseinheit (LAU 1) innerhalb des Komitats Csongrád in der Südlichen Großen Tiefebene. Im Zuge der Verwaltungsreform von 2013 gingen alle vier Ortschaften in den Kreis Csongrád (ungarisch Csongrádi járás) über.
Ende 2012 lebten auf einer Fläche von 339,24 km² 22.697 Einwohner. Das Kleingebiet hatte die niedrigste Einwohnerzahl im Komitat, die Bevölkerungsdichte lag mit 67 Einwohnern/km² unter dem Komitatsdurchschnitt (96 Einwohner/km²).
Der Verwaltungssitz befand sich in der einzigen Stadt, Csongrád (16.961 Ew.).

## Ortschaften
Diese vier Ortschaften gehörten zum Kleingebiet Csongrád:
| Csanytelek | Csongrád | Felgyő | Tömörkény |